# MS Henryk Jendza
MS Henryk Jendza – drobnicowiec typu B-454 należący do Polskich Linii Oceanicznych z serii polskich dziesięciotysięczników.

## Historia
MS Henryk Jendza był statkiem towarowym o nośności 8745 ton (DWT), jednym z polskich dziesięciotysięczników. Został zbudowany w Stoczni Szczecińskiej i oddany do eksploatacji w 1966 roku. Jego długość całkowita wynosiła 145,6 m, szerokość 18,5 m, zanurzenie 7,6 m. Posiadał silnik spalinowy o mocy 5741 kW. Rozwijał prędkość maksymalną 16,5 w. Pływał pod banderą polską w Polskich Liniach Oceanicznych w latach 1966–1987. W tych latach patronem statku był pierwszy dyrektor Stoczni Szczecińskiej Henryk Jendza.
W 1971 na MS Henryk Jendza płynęli do portu w Callao uczestniczy polskiej wyprawy w Andy Peruwiańskie. Statek wypłynął z portu w Gdyni 17 kwietnia. Płynąc przez Atlantyk, Morze Karaibskie i Kanał Panamski dotarł do Peru. Tym samym statkiem uczestnicy wyprawy wraz z samochodami i sprzętem wrócili do gdyńskiego portu 20 października.
Statek został upamiętniony przy Bulwarze Piastowskim w Szczecinie na jednej z kamiennych tablic „Kroniki Morskiej Szczecina”.

## Filatelistyka
Poczta Polska wyemitowała 21 maja 1966 roku znaczek pocztowy przedstawiający MS Henryk Jendza o nominale 60 gr, w serii 20. rocznica nacjonalizacji przemysłu i XXXV Międzynarodowe Targi Poznańskie. Autorem projektu znaczka był Andrzej Heidrich. Druk wykonano w technice offsetowej na papierze kredowanym. Nakład wyniósł 6 244 020 sztuk. Znaczek pozostawał w obiegu do 31 grudnia 1994 roku.

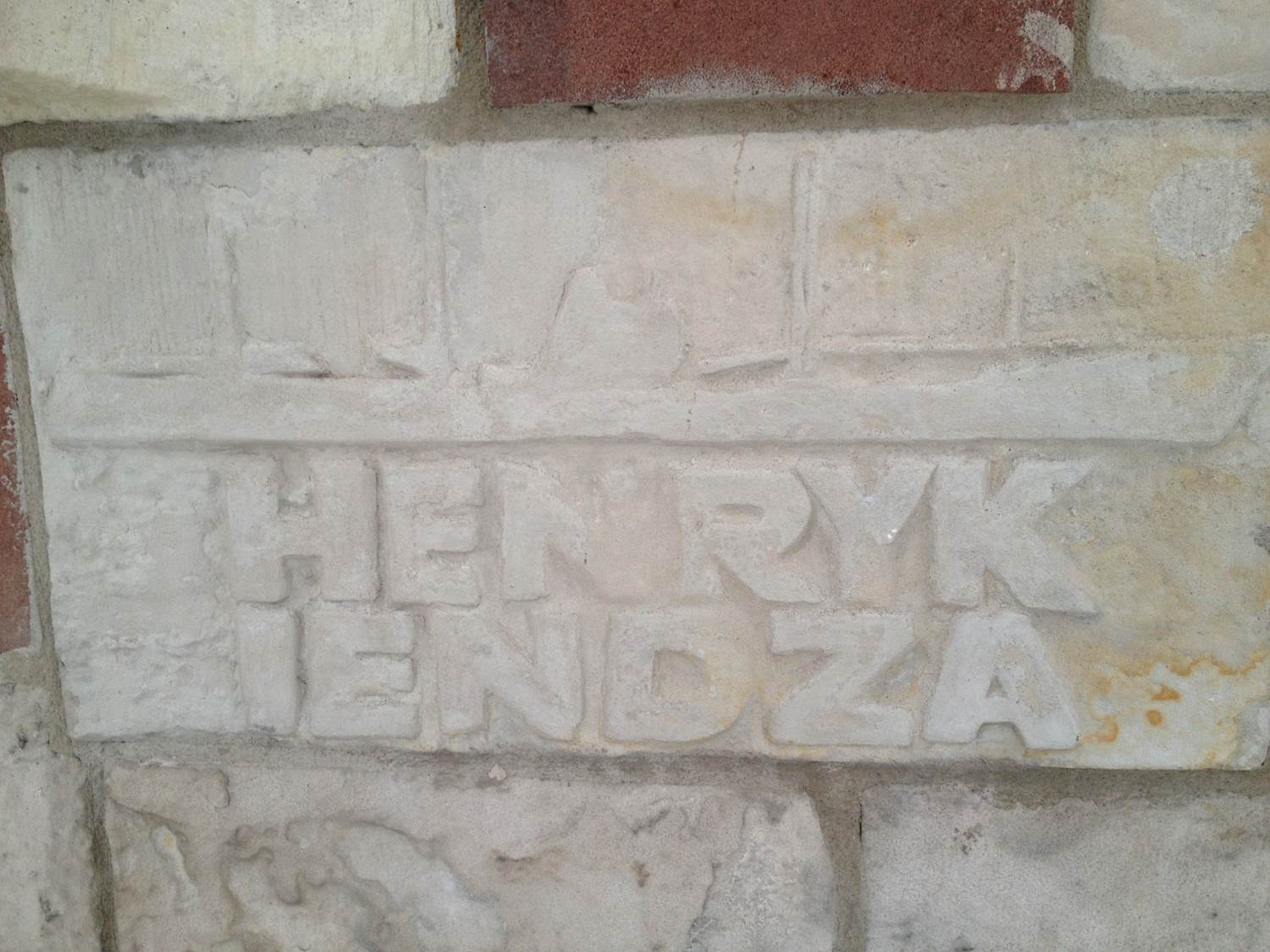
Statek upamiętniony przy Bulwarze Piastowskim w Szczecinie